# Konrad Georg

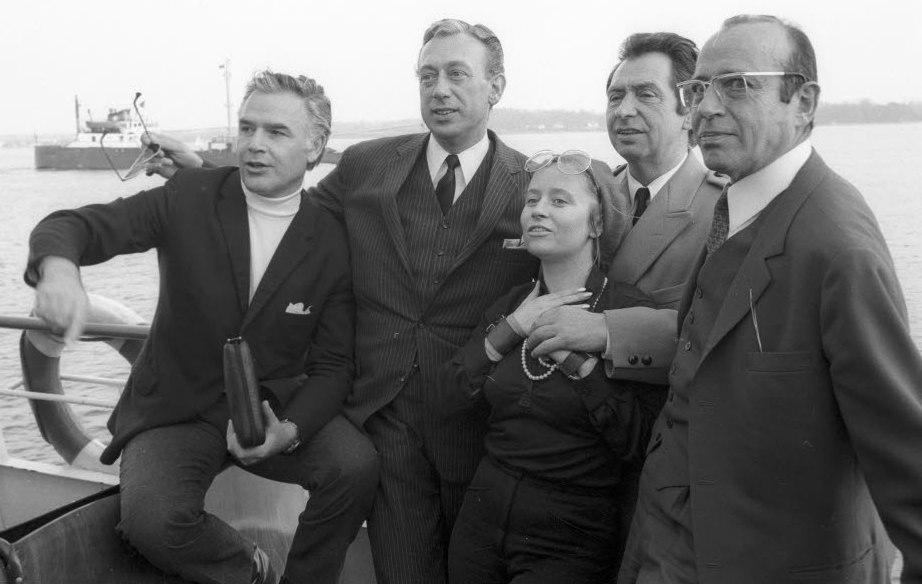
Konrad Georg (rechts) mit Joachim Fuchsberger (links), Horst Tappert (2. v. l.), Hilde Brand und Regisseur Alfred Vohrer (2. v. r.); 1969

Konrad Georg (* 25. Dezember 1914 in Mainz; † 8. September 1987 in Hamburg) war ein deutscher Theater-, Film- und Fernsehschauspieler.

## Leben

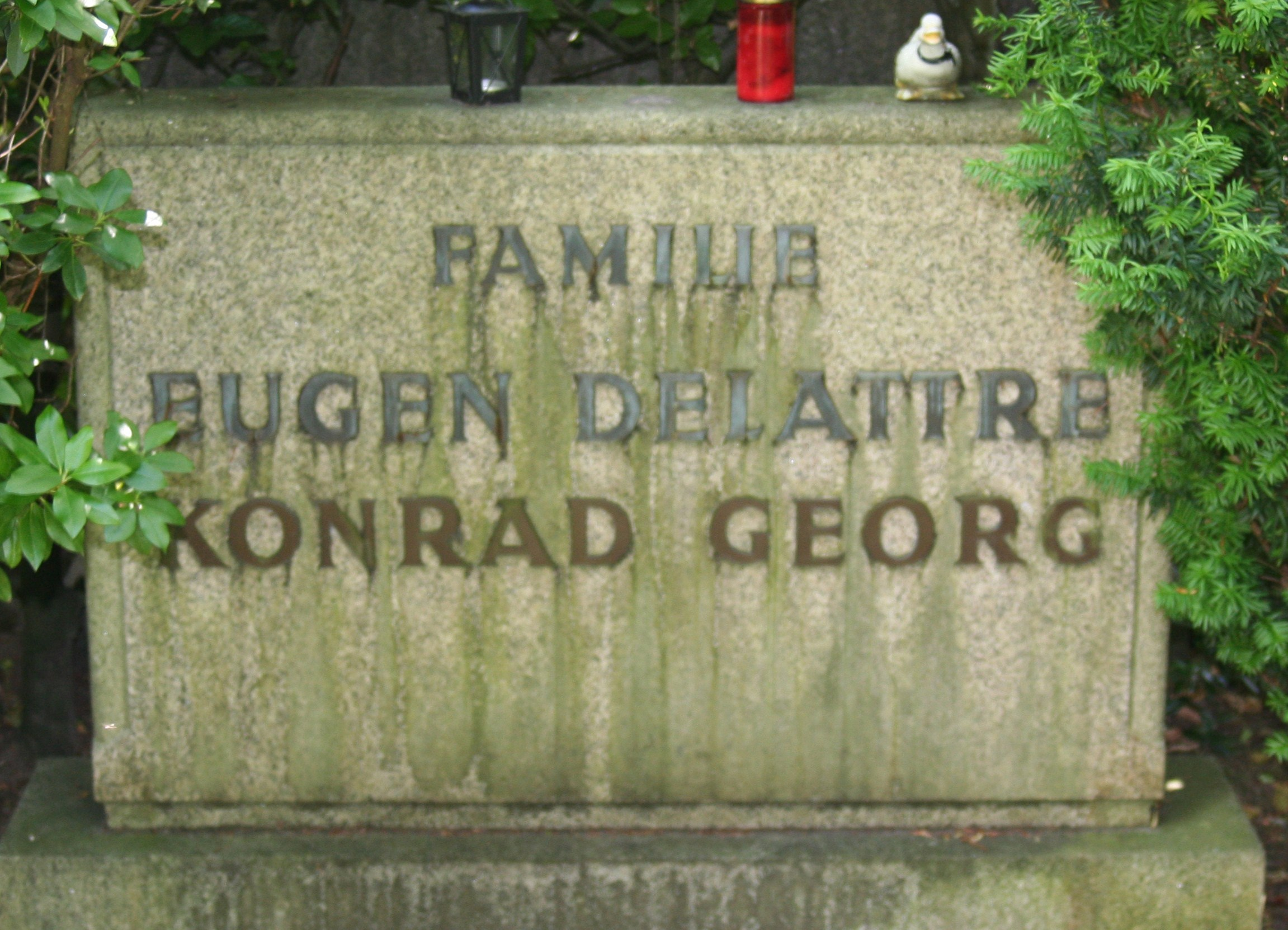
Georgs Grab auf dem Nienstedtener Friedhof

Nach der Schulzeit in Mainz wollte er zunächst Priester werden, entschloss sich jedoch schließlich für einen künstlerischen Beruf. Er besuchte die Musikhochschule Mainz, wo er sich in Klavier, Klarinette und Geige ausbilden ließ und im Madrigalchor der Hochschule sang. Seine schauspielerische Ausbildung absolvierte Konrad Georg ab 1934 an der Schauspielschule Dr. Hoch’s Konservatorium in Frankfurt am Main. 1937 stand er erstmals am Schauspielhaus Bremen auf einer Bühne, danach war er Nebendarsteller an verschiedenen Spielstätten.
Große Popularität erlangte Georg in Deutschland als bundesdeutscher Serienermittler Kommissar Freytag in der gleichnamigen Krimireihe. Bekannt wurde er auch als Charles Ross, dem Leiter einer nicht näher bezeichneten Regierungsbehörde in den beiden Straßenfegern Tim Frazer (1963) und Tim Frazer – Der Fall Salinger (1964), die nach Drehbüchern des britischen Autors Francis Durbridge entstanden sind. Die Titelrolle verkörperte jeweils Max Eckard.
Er starb am 8. September 1987 an Lungenkrebs und wurde auf dem Nienstedtener Friedhof in Hamburg bestattet.
Sein Sohn ist der Kameramann Michael Georg, mit dem er später noch bei Derrick und Der Alte zusammenarbeitete.

## Spielstationen
- 1940/1941 Theater Graz
- 1942 Städtische Bühne Straßburg
- 1943–1953 Rückkehr zum Ensemble Frankfurt a. M. mit kriegsbedingter Unterbrechung
- 1958–1959 Schauspielhaus Zürich

## Rollen
- Alba in Don Carlos
- Wurm in Kabale und Liebe
- Gianettino Doria in Die Verschwörung des Fiesco zu Genua
- Adelbert von Weislingen in Götz von Berlichingen
- der Pastor in Hexenjagd
- Nathan der Weise
- In der Sache J. Robert Oppenheimer
- Dear Daddy

## Filmografie
- 1957: Nebel (TV)
- 1958: Bäume sterben aufrecht (TV)
- 1959: Ein unbeschriebenes Blatt (TV)
- 1960: Am grünen Strand der Spree 2. Teil: Der General (TV)
- 1960: Es geschah an der Grenze (Folge 3): Spiel mit dem Feuer (TV)
- 1960: Die Irre von Chaillot (TV)
- 1960: Jeanne d’Arc auf dem Scheiterhaufen (TV)
- 1960: Terror in der Waage (TV)
- 1960: Kopf in der Schlinge (TV)
- 1960: Der Groß-Cophta (TV)
- 1961: Parkstraße 13, Folge 3 (TV)
- 1961: Der Flüchtling (TV)
- 1961: Schritte in der Nacht (TV)
- 1962: Verräterische Spuren (TV)
- 1962: Bedaure, falsch verbunden (TV)
- 1962: Die Feuertreppe (TV)
- 1962: Der Biberpelz (TV)
- 1963: Amphitryon 38 (TV)
- 1963: Tim Frazer (TV-Sechsteiler)
- 1963: Im Schatten des Krieges (TV)
- 1963: Die Unzufriedenen (TV)
- 1963: Ein ungebetener Gast (TV)
- 1963: Das Kriminalmuseum – Nur ein Schuh (TV)
- 1963: Detective Story – Polizeirevier 21 (TV)
- 1963: Freunde wie Wölfe (TV)
- 1963: Vorsätzlich (TV)
- 1963: Kommissar Freytag (TV-Serie)
- 1964: In der Sache J. Robert Oppenheimer (TV)
- 1964: Der Aussichtsturm (TV)
- 1964: Nebeneinander (TV)
- 1964: Das Kriminalmuseum: Akte Dr. W. (TV)
- 1964: Gewagtes Spiel: Der unersetzliche Verlust (TV)
- 1965: Ein Volksfeind (TV)
- 1966: Pontius Pilatus (TV)
- 1966: Ein Mädchen von heute (TV)
- 1966: Der Mann aus Melbourne (TV)
- 1966: Marihuana (TV)
- 1966: Das Vergnügen, anständig zu sein
- 1966: Brennt Paris? (Paris brûle-t-il?)
- 1966: Zwei wie wir … und die Eltern wissen von nichts
- 1966: Raumpatrouille: Invasion (TV)
- 1966: In Frankfurt sind die Nächte heiß
- 1967: Der Zündholzkönig – Der Fall Ivar Kreuger (Fernsehfilm)
- 1967: Der Mönch mit der Peitsche
- 1967: Wenn es Nacht wird auf der Reeperbahn
- 1968: König Richard II. (TV)
- 1968: Sie schreiben mit - Dafür gibt’s kein Rezept (TV)
- 1968: Die mexikanische Revolution (TV)
- 1969: Der Kampf um den Reigen (TV)
- 1969: Ein Sommer mit Nicole (TV-Serie)
- 1969: Todesschüsse am Broadway
- 1969: Sieben Tage Frist
- 1969: Ende eines Leichtgewichts (TV)
- 1969: Heintje – Ein Herz geht auf Reisen
- 1969: Auf der Reeperbahn nachts um halb eins
- 1969: Ellenbogenspiele
- 1969: Köpfchen in das Wasser, Schwänzchen in die Höh’
- 1969: Die Kuba-Krise 1962 (TV)
- 1970: Das Stundenhotel von St. Pauli
- 1970: Vor Sonnenuntergang (TV)
- 1970: Der Kommissar: Tödlicher Irrtum (TV)
- 1970: 11 Uhr 20 (TV)
- 1970: Wer klingelt schon zur Fernsehzeit? (TV)
- 1970: Graf Yoster gibt sich die Ehre: Nautische Künste (TV)
- 1970: Das Chamäleon (TV)
- 1971: Merkwürdige Geschichten: Beschwörung um Mitternacht (TV)
- 1971: Und Jimmy ging zum Regenbogen (1971)
- 1971: Die gefälschte Göttin (TV)
- 1971: Der Zeuge (TV)
- 1971: Der Hitler-Ludendorff Prozess – Szenen aus einem Hochverratsprozess in einer Republik ohne Republikaner (TV)
- 1971: Liebe ist nur ein Wort
- 1971: Der Kommissar: Lagankes Verwandte (TV)
- 1972: Alarm (TV-Serie)
- 1972: Der Stoff aus dem die Träume sind
- 1972: Pater Brown: Das Hundeorakel (TV-Serie)
- 1972: Trubel um Trixie
- 1972: Und der Regen verwischt jede Spur
- 1972: Alexander Zwo (TV-Sechsteiler)
- 1973: Alle Menschen werden Brüder
- 1973: Sieben Tote in den Augen der Katze (La morte negli occhi del gatto)
- 1973: Zwischen den Flügen (TV)
- 1973: Okay S.I.R.: Im Reich der Träume (TV-Serie)
- 1973: Der Nonnenspiegel
- 1973: Zwischen den Flügen: Der große Sieg (TV-Serie)
- 1974: Die Kurpfuscherin (TV)
- 1974: Gemeinderätin Schumann (TV)
- 1974: Der Kommissar: Tod eines Landstreichers (TV)
- 1974: Das blaue Hotel (TV)
- 1974: Auch ich war nur ein mittelmäßiger Schüler
- 1974: Die Antwort kennt nur der Wind
- 1975: Bitte keine Polizei: Diamanten vom Himmel (TV)
- 1975: Derrick: Ein Koffer aus Salzburg (TV)
- 1975: Derrick: Kamillas junger Freund (TV)
- 1975: Der Strick um den Hals (TV)
- 1976: Ein Herz und eine Seele: Schlusswort (TV)
- 1976: Derrick: Schock (TV)
- 1977: Derrick: Offene Rechnung (TV)
- 1978: Slavers – Die Sklavenjäger
- 1978: Medienklinik (TV)
- 1979: Die Leute vom Domplatz (TV-Serie)
- 1979: Die Protokolle des Herrn M.: Keine Antwort aus Zürich (TV-Serie)
- 1981: Derrick: Am Abgrund (TV)
- 1982: Der Alte: Der Überfall (TV)
- 1982: Randale
- 1983: Der Alte: Der Tote im Wagen (TV)
- 1983: Die Krimistunde (Fernsehserie, Folge 5, Episode: „Glockenschlag der Wahrheit“)
- 1984: Derrick: Angriff aus dem Dunkel (TV)
- 1984: Gespenstergeschichten: Das Gesicht
- 1985: Die Krimistunde (Fernsehserie, Folge 13, Episode: „Der zweite Schuldspruch“)
- 1986: Derrick: Das absolute Ende (TV)
- 1986: Der Fahnder: Tommys großer Coup (TV)
- 1987: Tatort – Pension Tosca oder Die Sterne lügen nicht (TV)